# 肥後橋

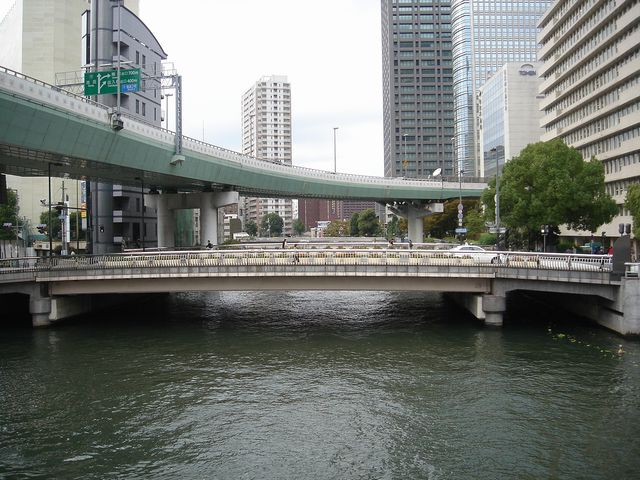
肥後橋（2005年10月）

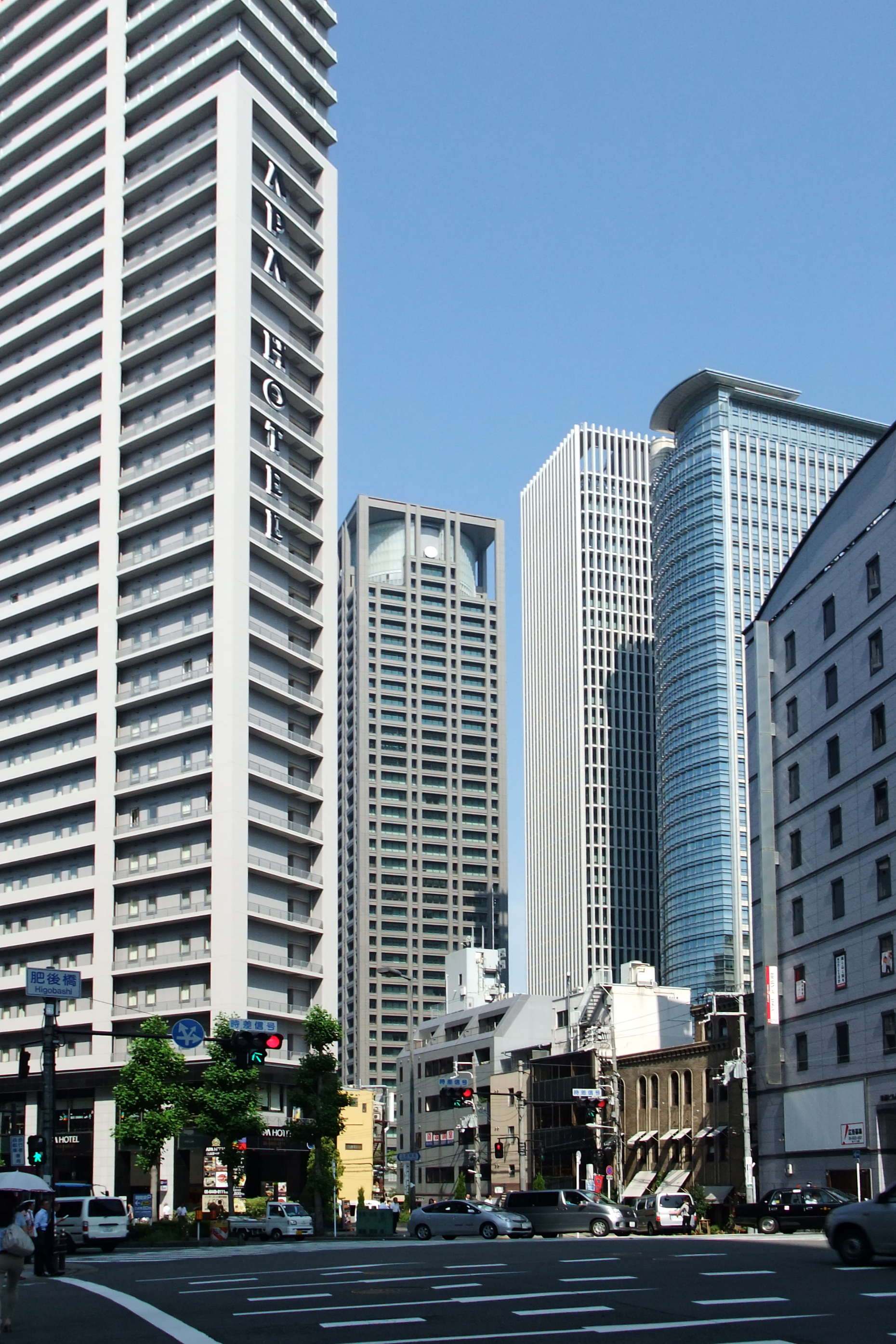
肥後橋交差点
（南詰。土佐堀通との交点）

肥後橋（ひごばし）は、大阪市西区土佐堀1丁目と北区中之島2丁目を結ぶ、土佐堀川に架かる四つ橋筋の橋。橋の周辺は高層ビルが林立する大阪有数のオフィス街のため、橋そのものより、周辺一帯を指す名称として使用されることが多い。橋の南詰に肥後橋駅がある。

## 橋概要
- 完成：1966年（昭和41年）
- 橋長：44.7m
- 幅員：29m
- 形式：鋼床版桁

## 沿革
江戸時代を通じて架橋地点は現在と異なり、西横堀川東岸の横堀筋北端から中之島へ架かっていた。橋の北詰に肥後熊本藩の蔵屋敷があったことから肥後島と呼ばれて町名にもなっており、橋名もこれに由来する。なお、熊本藩の蔵屋敷は元禄期に中之島西部の越中橋北詰へ移転したが、橋名はそのまま残った。
1885年（明治18年）の淀川大洪水で流失し、1888年（明治21年）に渡辺橋と対になる現在の位置に架け替えられ、鉄橋となった。
1926年（大正15年）の第一次都市計画事業によって、中央部スパン27.0mの鋼アーチ、両側に橋台兼用のコンクリートアーチの橋が完成。意匠の様式はスパニッシュルネサンス式と呼ばれる。
1966年（昭和41年）に地下鉄四つ橋線の建設に伴い、現在の橋に架け替えられた。
2003年（平成15年）に橋面と高欄部の改修が行われたが、その際、1966年に架けられた当時の親柱が橋の南詰東側に保存された。渡辺橋と合わせた顕彰碑も渡辺橋南詰東側に設置されている。

## 周辺施設
- 地下鉄四つ橋線肥後橋駅
- 京阪中之島線渡辺橋駅
- 中之島フェスティバルタワー東棟
  - フェスティバルホール
  - 朝日新聞大阪本社
  - 中之島郵便局
- 中之島三井ビルディング
- 住友村
- 大同生命大阪本社ビル
- 石原産業本社
- 近畿労働金庫本店
- 明治安田生命肥後橋ビル
- 日本ライトハウス情報文化センター
- リーガ中之島イン
- アパホテル大阪肥後橋駅前
- 阪神高速1号環状線土佐堀出口